# NGC 253
Az NGC 253 (más néven Caldwell 65 vagy Sculptor-galaxis) egy spirálgalaxis a Sculptor (Szobrász) csillagképben.

## Felfedezése
A galaxist Caroline Herschel fedezte fel 1783. szeptember 23-án.

## Tudományos adatok
A galaxis középpontjában több millió naptömegű szupermasszív fekete lyuk van. Az NGC 253-ban eddig egy szupernóvát fedeztek fel:
- SN 1940E

A galaxis 243 km/s sebességgel távolodik tőlünk.

## Megfigyelési lehetőség
Fényessége: 7 magnitúdó

Mérete: kb 30x6 ívperc

Binokulárokkal is könnyű megtalálni, 5 cm-es refraktorral, 20x-os nagyítás mellett falusi égboltról fél fokos inhomogén fényszivar, 20 cm-es távcső mellett 100x-os nagyítással a spirális szerkezetét, foltos felszínét is láthatjuk.